# Грудняк (Зденці)
Грудняк (хорв. Grudnjak) — населений пункт у Хорватії, у Вировитицько-Подравській жупанії у складі громади Зденці.

## Населення
Населення за даними перепису 2011 року становило 13 осіб.
Динаміка чисельності населення поселення:

## Клімат
Середня річна температура становить 11,20 °C, середня максимальна – 25,42 °C, а середня мінімальна – -5,72 °C. Середня річна кількість опадів – 694 мм.
| Клімат поселення                              | Клімат поселення | Клімат поселення | Клімат поселення | Клімат поселення | Клімат поселення | Клімат поселення | Клімат поселення | Клімат поселення | Клімат поселення | Клімат поселення | Клімат поселення | Клімат поселення | Клімат поселення |
| Показник                                      | Січ.             | Лют.             | Бер.             | Квіт.            | Трав.            | Черв.            | Лип.             | Серп.            | Вер.             | Жовт.            | Лист.            | Груд.            |                  |
| Середній максимум, °C                         | 5,80             | 7,94             | 12,42            | 17,12            | 22,46            | 25,42            | 25,03            | 24,49            | 20,18            | 14,86            | 9,18             | 4,98             |                  |
| Середня температура, °C                       | 0,04             | 2,20             | 6,66             | 11,37            | 16,71            | 19,66            | 21,55            | 20,99            | 16,70            | 11,38            | 5,70             | 1,50             |                  |
| Середній мінімум, °C                          | −5,72            | −3,56            | 0,91             | 5,62             | 10,96            | 13,90            | 18,05            | 17,50            | 13,20            | 7,88             | 2,20             | −1,99            |                  |
| Норма опадів, мм                              | 42               | 39               | 42               | 54               | 66               | 88               | 63               | 63               | 54               | 60               | 69               | 54               |                  |
| Середньомісячна швидкість вітру, м/с          | 2.22             | 2.50             | 2.80             | 2.70             | 2.40             | 2.20             | 2.10             | 1.93             | 1.95             | 2.00             | 2.20             | 2.30             |                  |
| Середньомісячна сонячна радіація, кДж/м²·день | 4139             | 6831             | 10717            | 15293            | 19364            | 21442            | 22230            | 20163            | 14850            | 9115             | 4672             | 3488             |                  |
| --------------------------------------------- | ---------------- | ---------------- | ---------------- | ---------------- | ---------------- | ---------------- | ---------------- | ---------------- | ---------------- | ---------------- | ---------------- | ---------------- | ---------------- |
| Джерело:                                      |                  |                  |                  |                  |                  |                  |                  |                  |                  |                  |                  |                  |                  |